# Vamos a pilus
Vamos a pilus è il settimo album di Brigan Tony pubblicato nel 1984 dalla CDS Music e ristampato nel 1985 dalla Seamusica. È uno degli album più famosi dell'artista: il singolo "A sucalora" tradotto in "Schop flahs" , fece un grandissimo successo in Germania.

## Tracce
1. A sucalora (R.Cambria) 3.05
2. L'Autobus N.32 (R.Cambria) 3.40
3. Pi n'pilu (R.Cambria) 3.30
4. Ritornerò (A.Caponnetto) 3.16
5. A mari (R.Cambria) 3.40
6. Chi si vastasa (R.Cambria) 3.10
7. Ninni fuiemu (R.Cambria) 3.15
8. Aerobic dance (S.Ranno - L.Finocchiaro - A.Caponnetto) 3.15
9. Ti vulissi ccu mia (R.Cambria) 3.45
10. Auto-stop (R.Cambria) 3.30
11. Tempu di voti (R.Cambria) 3.45
12. Ma sù sapi me papà (R.Cambria)2.50

- Orchestra: Gino Finocchiaro